# Lorain (Ohio)
Lorain è una città degli Stati Uniti d'America, capoluogo della contea omonima, nello Stato dell'Ohio.
Situata nel nord-est dello Stato, sulle sponde del Lago Erie, alla foce del fiume Black River.